# Geodena funesta
Geodena funesta är en fjärilsart som beskrevs av W. Warren 1899. Geodena funesta ingår i släktet Geodena och familjen mätare. Inga underarter finns listade i Catalogue of Life.